# Varaz-Bakour II d'Ibérie
Varaz-Bakour II ou Aspacoures III d’Ibérie (en géorgien : ვარაზ-ბაკურ II) est un roi d’Ibérie de la dynastie des Chosroïdes, ayant régné de 380 à 394 selon la chronologie de Cyrille Toumanoff.

## Biographie
Varaz Bakar II est le fils et successeur du roi Mihrdat III d'Ibérie. Il règne 14 ans selon la Chronique géorgienne et épouse la fille de Tirdat, de la lignée aînée de Rev II d'Ibérie.
C'est sous son règne que l'Ibérie devient définitivement vassale des Sassanides, à la suite de la signature en 387 du traité d'Acilisène par lequel Rome abandonne au Grand-Roi d'Iran l'Ibérie et une grande partie de l'Arménie. La Chronique géorgienne précise que le roi de Perse envoie contre lui une armée et qu'il doit céder les territoires du Ran et du Mowaca et payer tribut.
La même Chronique ajoute que Varaz-Bakour II est un homme sans foi et un ennemi de la religion : « Nulle part il ne construisit d'église, n'augmenta les bâtiments d'aucune et se conduisit en tout en impie ».

## Famille
De son union avec la fille de Tirdat sont issus :
- Mihrdat ;
- Tirdat.

Toujours selon la Chronique, Varaz-Bakour s'était détourné de la vertu et avait épousé une seconde femme, la fille de Bacurius, vitaxe de Gogarène, fils de Péroz, vitaxe de Gogarène, et d'une fille de Miriam III d'Ibérie, qui est la mère de :
- Pharasman.

À sa mort, ses deux fils étant encore trop jeunes, son beau-père Tiridate Ier lui succède.
La Chronique le considère également comme le père de Mourvanos dit Pierre l'Ibère, bien que la date de naissance supposée de ce dernier (vers 400) ne soit pas compatible avec celle du décès de Varaz-Bakour.